# Adam Strange

Logo der Adam-Strange-Comics

Adam Strange ist der Titel einer Reihe von Comicgeschichten, die der US-amerikanische Verlag DC-Comics seit 1959 veröffentlicht.
Im Mittelpunkt der Serien, die genremäßig eine Mischung aus Science-Fiction/Fantasy- und Abenteuercomic darstellt, steht der amerikanische Archäologe Adam Strange, der durch einen Zufall von einem außerirdischen Lichtstrahl (dem sogenannten Zeta-Strahl) auf den viele Lichtjahre von der Erde entfernten Planeten Rann transportiert wird, auf dem er fortan mit Hilfe seiner außerirdischen Ausrüstung sowie seines naturwissenschaftlichen Wissens eine Vielzahl phantastischer Abenteuer erlebt. Zu den maßgeblichen Vorbildern für die Geschichten um Adam Strange zählen höchstwahrscheinlich Edgar Rice Burroughs’ Geschichten um John Carter of Mars und Alex Raymonds Flash Gordon.

## Adam Strange als Feature inMystery in SpaceundStrange Adventures
Adam Strange und seine Welt gehen auf Ideen des amerikanischen Schriftstellers Gardner Fox zurück, der das Konzept für die Reihe in den 1950er Jahren entwarf. Nachdem die leitenden DC-Redakteure Jack Schiff und Julius Schwartz Fox’ Ideen gebilligt hatten und die testweise Veröffentlichungen einiger Adam Strange-Geschichten in der von Ausgabe zu Ausgabe mit wechselnden Inhalten bestückten Anthologie-Serie Showcase beschlossen hatten, wurde der Zeichner Mike Sekowsky mit der Visualisierung von Fox’ Ideen betraut. Sekowsky entwarf in der Folge die optischen Designs für Adam Strange, dessen fiktiven Heimatplaneten Rann und seine Bewohner, die bis heute im Wesentlichen von allen Zeichnern, die im Laufe der Zeit an der Reihe gearbeitet haben, übernommen wurden.
Die erste Adam Strange Geschichte wurde schließlich im November 1958 in der Ausgabe #17 von Showcase veröffentlicht. Nachdem zwei weitere Showcase-Ausgaben die sich den Abenteuern von Adam Strange widmeten zufriedenstellende Verkaufszahlen erzielen konnten, beschloss man bei DC die Reihe um den Weltraumabenteurer ab August 1959 als eines von mehreren ständigen Featuren in die Science-Fiction-Serie Mystery in Space einzubauen. Dort erschienen von 1959 bis 1965 Adam Strange-Geschichten (in den Ausgaben #53 bis #100 und #102), wobei Strange bis zur #87 als beliebtester Held von Mystery in Space die meisten Titelbilder der Serie erzielte, bevor ihn das immer populärer werdende Feature Hawkman verdrängte.
Später wechselte das Adam Strange-Feature in die Serie Strange Adventures in der Geschichten über den schneidigen Wissenschaftler in den Ausgaben #217 bis 244 erschienen. Zum größten Teil handelte es sich bei diesen Geschichten jedoch um Wiederverwertungen von älteren, zuvor bereits in Mystery in Space erschienenem, Material. Lediglich die Ausgaben #222 und 226/227 brachten bisher unveröffentlichte Geschichten. Während Fox sämtliche dieser Geschichten verfasste, wurde Sekowsky immer häufiger von dem Künstler Carmine Infantino als Zeichner abgelöst, der Adam Strange mit der Zeit seine eigene unverwechselbare optische Note verpasste. Ein Großteil der Tuschezeichnungen für diese Geschichten wurde dabei von den Inkern Murphy Anderson und Joe Giella besorgt. Unter den weiteren Zeichnern ist insbesondere Lee Elias zu nennen.

### Veröffentlichungen unter demAdam Strange-Titel
Nachdem Adam Strange in den 1970er und 1980er Jahren als Backup-Feature in diversen Science-Fiction-Serien weitergeführt worden war, wurde der Stoff in der zwischen März und Mai 1990 veröffentlichten dreiteiligen Miniserie Adam Strange neu erzählt. Autor der Serie war Richard Brunning, mit der Aufgabe des Zeichners wurde der naturalistische Künstler Andy Kubert betraut.
Nachdem der Adam Strange-Serie von 1990 zwar gute Kritiken in der Presse jedoch nur mäßige Verkaufszahlen beschieden waren, rang der Verlag sich erst 2004 durch, eine weitere Miniserie zu dem Stoff zu veröffentlichen: Zwischen November 2004 und Mai 2005 erschienen acht Ausgaben einer von Andy Diggle (Autor) und Pascal Ferry (Zeichner) gestalteten neuen Serie. Diese war über weite Strecken bemüht, das Konzept der alten Serie ästhetisch wie dramaturgisch zu modernisieren. Das Erscheinungsbild von Adam Strange und seiner Welt – das bislang praktisch unverändert an den Science-Fiction-Fantasien der 1950er Jahre orientiert gewesen war – wurde zeitgemäß „aufgepeppt“ und der naive Charme der ursprünglichen Version zugunsten eines action-lastigeren „realistischeren“ Settings eingetauscht.

## Handlung

### Die Handlung der klassischen Adam Strange Geschichten
Die Adam-Strange-Geschichten beginnen damit, dass der Archäologe Strange während einer Ausgrabung in einer Ruinenstätte in Südamerika von einem geheimnisvollen außerirdischen Lichtstrahl, dem sogenannten Zeta-Beam, erfasst wird. Dieser Strahl, der aus den Tiefen des Weltraums kommt, erweist sich als ein Teleportationsstrahl, der Strange binnen kurzer Zeit auf den viele Lichtjahre von der Erde entfernten fremdartigen Planeten Rann trägt, einem Planeten, der um den Stern Alpha Centauri kreist.
Auf Rann, einer Traumwelt in der futuristische Technologie sich mit Landschaften von idyllischer Altertümlichkeit vermengt, findet Strange eine hochentwickelte Zivilisation vor, die ihn prompt als ihren Helden und Beschützer auswählt. Fortan ist Strange unablässig damit beschäftigt allerhand Gefahren von Rann und seiner Bevölkerung abzuwenden: So kämpft er gegen einheimische Monster, außerirdische Invasionsflotten oder innere Unruhen. Um im Kampf gegen seine Feinde bestehen zu können, greift er einerseits auf seine umfassenden naturwissenschaftlichen Kenntnisse, die immer wieder neue originelle Problemlösungsmöglichkeiten aufzeigen, sowie auf eine ihm von den Rannianern gegebene High-Tech-Ausrüstung zurück, die unter anderem einen Raketenrucksack – der es ihm ermöglicht zu Fliegen – und eine Laserpistole beinhaltet. Einen Höhepunkt der frühen Abenteuer stellt dabei die Ausgabe #75 von Mystery in Space (Mai 1962) dar, in der Strange es mit dem Außerirdischen Kanjar-Ro zu tun bekommt und er von Superman, Batman und den anderen Helden der Gerechtigkeitsliga zum Eintritt in ihren „Superheldenklub“ aufgefordert wird – eine Einladung, die er dankend ablehnt. Seine engsten Freunde – und damit die wichtigsten Nebenfiguren der Serie – werden schließlich der weise Beamte Sardath und die schöne Alanna.
Eine besondere Pikanterie in den ersten Jahren der Strange-Comics war die, das der Zeta-Strahl nur eine begrenzte Halbwertszeit hatte, so dass Adam Strange nach einigen Tagen auf Rann unvermittelt auf die Erde zurückversetzt wurde und auf das nächste „Einschlagen“ eines Zeta-Strahls auf der Erde warten musste, um nach Rann zurückkehren zu können. Ein Running Gag war dabei lange Zeit, dass Strange stets am Ende einer Geschichte, wenn er wieder eine Gefahr für Ranns Sicherheit gebannt hatte und kurz davor stand, seinen Belohnungskuss von Alanna zu bekommen, plötzlich auf die Erde zurückgeschickt wurde.

### Die Handlung der neueren Adam-Strange-Geschichten (1980 bis 2018)
In den 1980er Jahren gab der Autor Alan Moore Stranges Reisen nach Rann eine neue, weitaus zynischere Begründung: Moore variierte die Hintergrundgeschichte des Weltraumabenteurers dahingehend, dass Strange nicht zufällig vom Zeta-Strahl erfasst, sondern von den Rannianern absichtlich ausgewählt und gezielt mit dem Strahl beschossen worden sei, um als „Zuchthengst“ dem Aussterben der Rannianischen Bevölkerung entgegenzuwirken, die aufgrund schwindender Fruchtbarkeit der Einheimischen im Rückgang begriffen sei.
Nachdem Alanna in der Adam Strange-Miniserie von 1990 getötet wird, wendet Strange sich zeitweise von Rann ab und kehrt auf die Erde zurück. Noch später in einem 1998 veröffentlichten Zweiteiler der Serie JLA stellt sich allerdings heraus, dass Alanna doch überlebt hat und sie und Strange und die gemeinsame Tochter Alleea beginnen ein gemeinsames Familienleben auf Rann.
2006 wurde in der sechsteiligen Miniserie The Rann/Thangar War ein interplanetarer Krieg zwischen Stranges Heimatwelt und dem Planeten Thangar, der von anmutigen Falkenwesen bewohnt wird geschildert.
In der Serie 52 von 2007 wird ein Gemeinschaftsabenteuer, eine abenteuerreiche Weltraum-Odyssee, geschildert auf das Adam Strange sich gemeinsam mit dem Umweltaktivisten Animal Man – der sich in jedes ihm bekannte Tier verwandeln kann – und der gelbhäutigen Weltraumamazone Starfire begibt. Während ihrer gemeinsamen Reise durch die Weiten des Weltalls stranden die drei unter anderem auf einem traumhaft schönen, einem Paradiesgarten ähnlichen Planeten – der sich schließlich als eine Falle des diabolischen Riesen Devilance the Pursuer herausstellt, der den Planeten eigens zu diesem Zweck geschaffen hat – treffen sie auf den Kopfgeldjäger Lobo, den lebenden Planeten Mogo und die untoten Legionen der Despotin Lady Styx. Adam Strange erlebt dies Abenteuer teilweise als Blinder, nachdem er bei einem Teleportationsunfall seine Augäpfel verliert, erhält aber später – nach Rann zurückgekehrt – neue, künstliche Augen, die Aleea für ihn angefertigt hat.
In der Serie Krypton (2018–2019) kommt Adam in der ersten Folge der ersten Staffel von Detroit nach Planet Krypton, um den Großvater Supermans vor dem bevorstehenden Ende des Planeten zu warnen.